# Castelo do Peregrino
Castelo do Peregrino (em francês: Château Pèlerin; em italiano: Castello Pelegrino; em latim: Castrum Perigrinorum), também chamado Castelo de Atlife, foi uma fortaleza cruzada situada próximo de Atlite, na costa norte de Israel, aproximadamente 13 quilômetros ao sul de Haifa.